# Cmentarz wojenny nr 79 – Sękowa
Cmentarz wojenny nr 79 – Sękowa – cmentarz z I wojny światowej, zaprojektowany przez Hansa Mayra, położony na terenie wsi Sękowa w gminie Sękowa w powiecie gorlickim w województwie małopolskim. Jeden z ponad 400 zachodniogalicyjskich cmentarzy wojennych zbudowanych przez Oddział Grobów Wojennych C. i K. Komendantury Wojskowej w Krakowie. Należy do Okręgu III Gorlice.

## Opis
Cmentarz znajduje się we wschodniej części wsi Sękowa na wzgórzu Kawiory po wschodniej stronie doliny potoku Sękówka, na działce ewidencyjnej nr 888/1. 
Cmentarz ma kształt prostokąta z niewielkim osiowym ryzalitem od strony północno-wschodniej o powierzchni ogrodzonej około 1893 m². Głównym akcentem architektonicznym obiektu jest umieszczony na najwyższym wzniesieniu pola grobowego pomnik z ciosów kamiennych w formie trójkątnego szczytu flankowanego lizenami z tablicą inskrypcyjną. Cmentarz otoczony jest ogrodzeniem z pełnego muru kamiennego z uskokami dostosowanymi do spadku terenu z wejściem od strony południowej ujętym w wysokie słupy zakończonymi kulami. Układ grobów regularny z nagrobkami w formie dużych krzyży żeliwnych jedno- i dwuramiennych i małych łacińskich i maltańskich oraz betonowych stel z żeliwnymi tablicami. Na tablicy inskrypcyjnej wpis:
” Ta góra zawiera skarby 
 wierność, odwagę, męstwo 
 wiara dała siłę 
 Bóg dał zwycięstwo”
Na cmentarzu pochowano 1206 żołnierzy w 53 pojedynczych grobach i 52 mogiłach zbiorowych:
- 468 żołnierzy austro-węgierskich z: 18 Pułku Piechoty
- 372 żołnierzy niemieckich z: 46 Pruskiego Pułku Piechoty, 46 Pruskiego Rezerwowego Pułku Piechoty, 3 i 22 Bawarskiego Pułku Piechoty, 13 Bawarskiego Rezerwowego Pułku Piechoty, 21 Bawarskiego Batalionu Pionierów, 19 i 21 Bawarskiej Kompanii Pionierów
- 366 żołnierzy rosyjskich

poległych w okresie listopad 1914 – maj 1915.
Remont cmentarza przeprowadzono w 1999.

## Galeria
Zdjęcia z 2015:

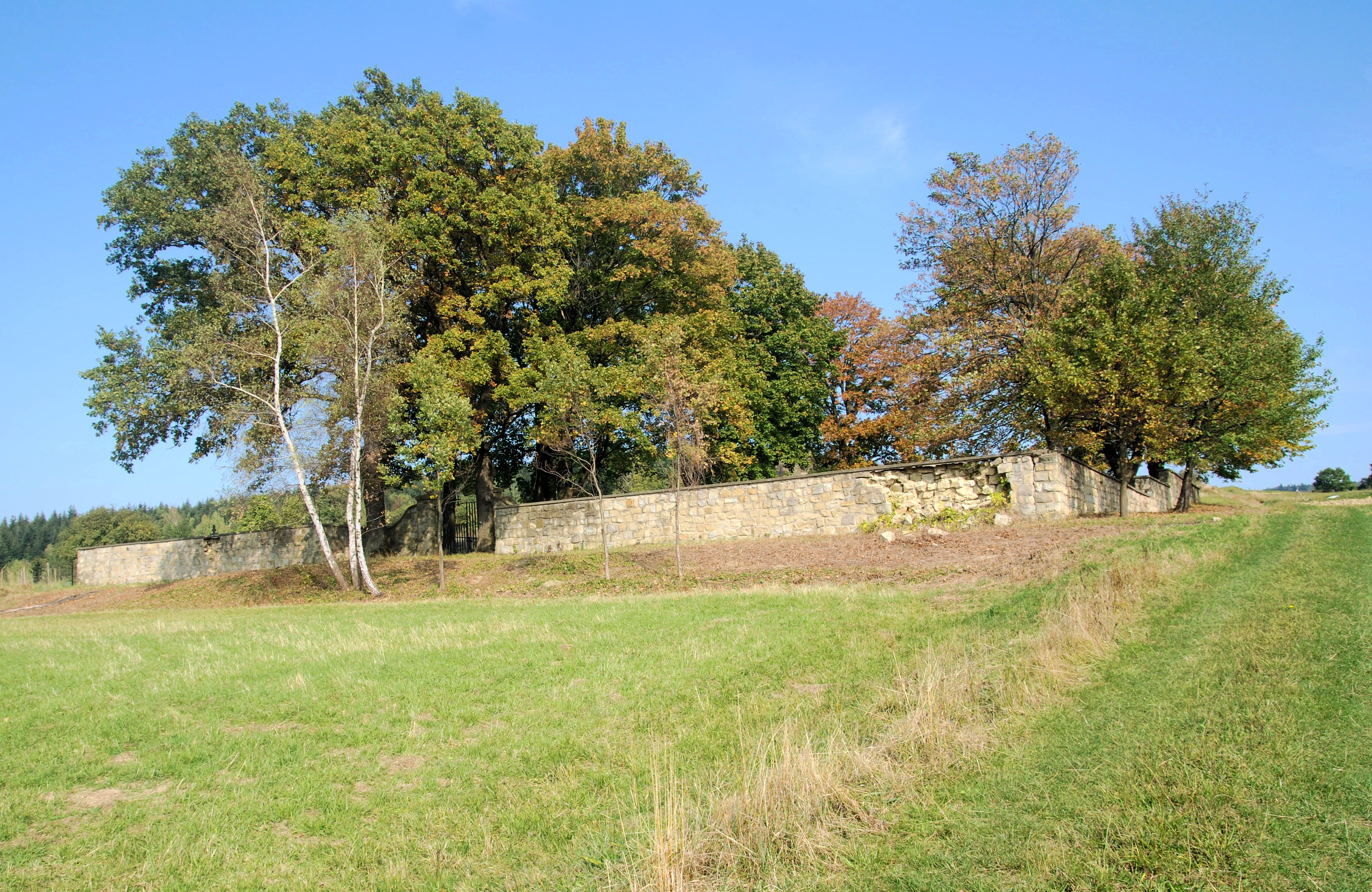
Widok ogólny
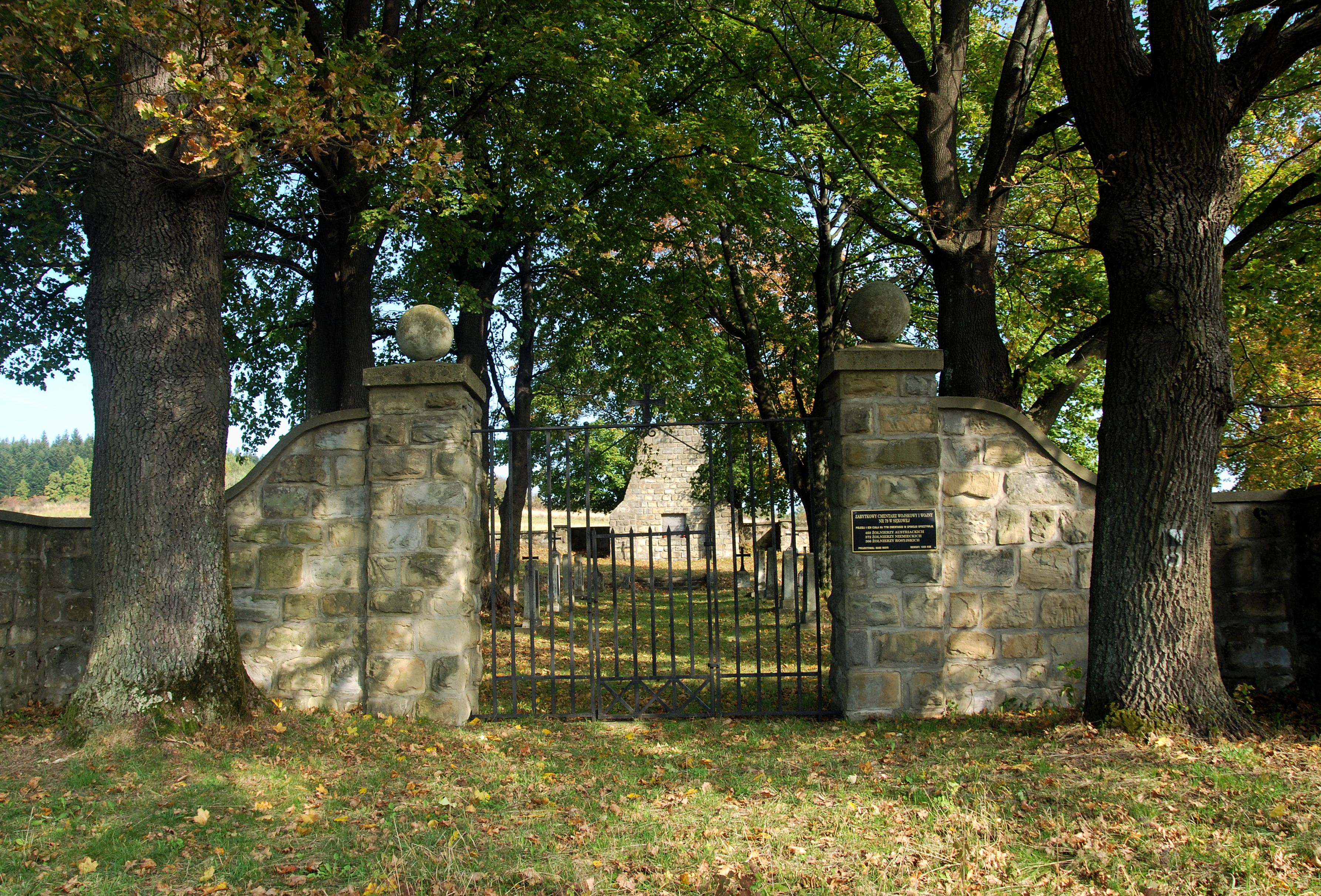
Brama wejściowa
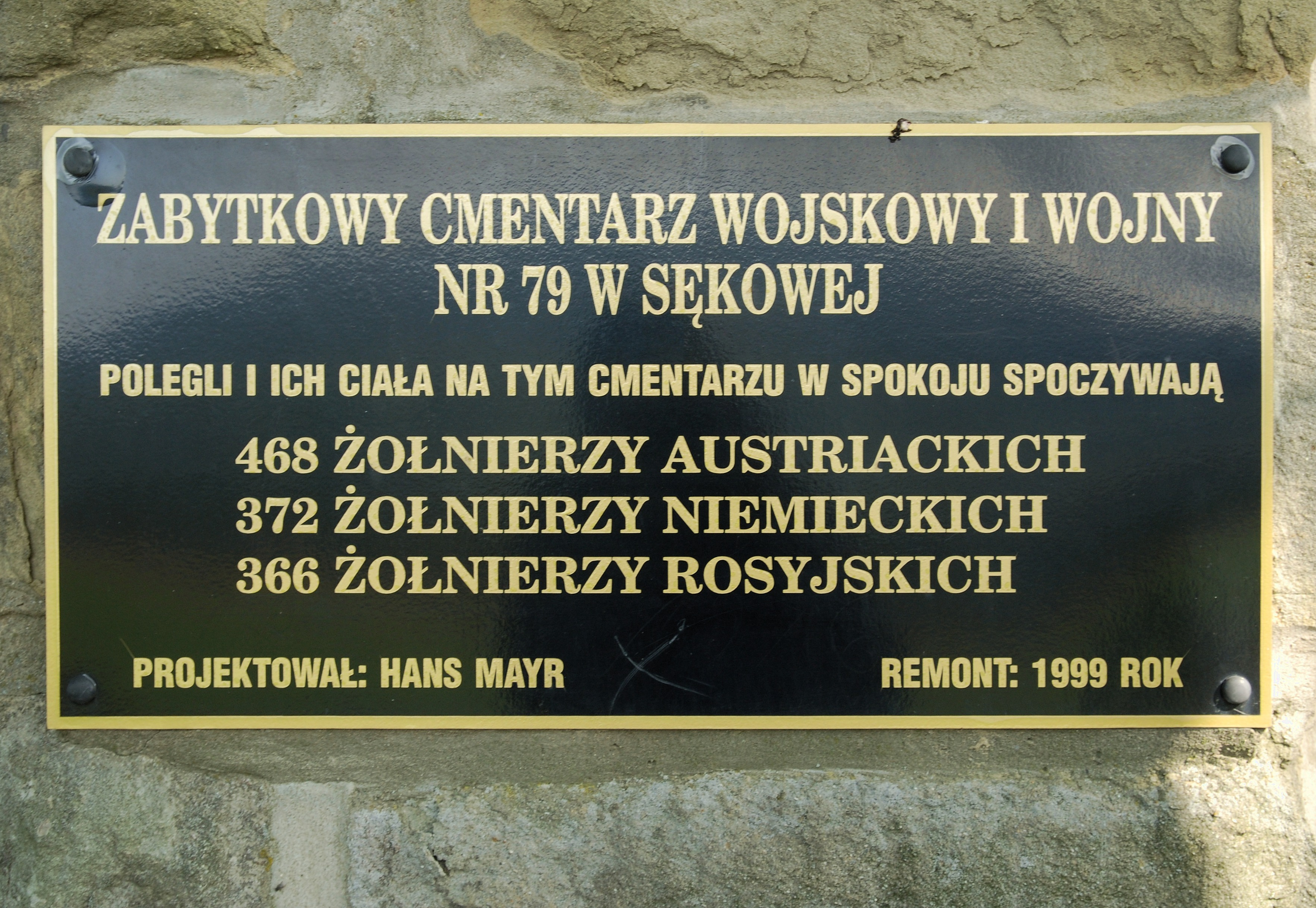
Tablica informacyjna
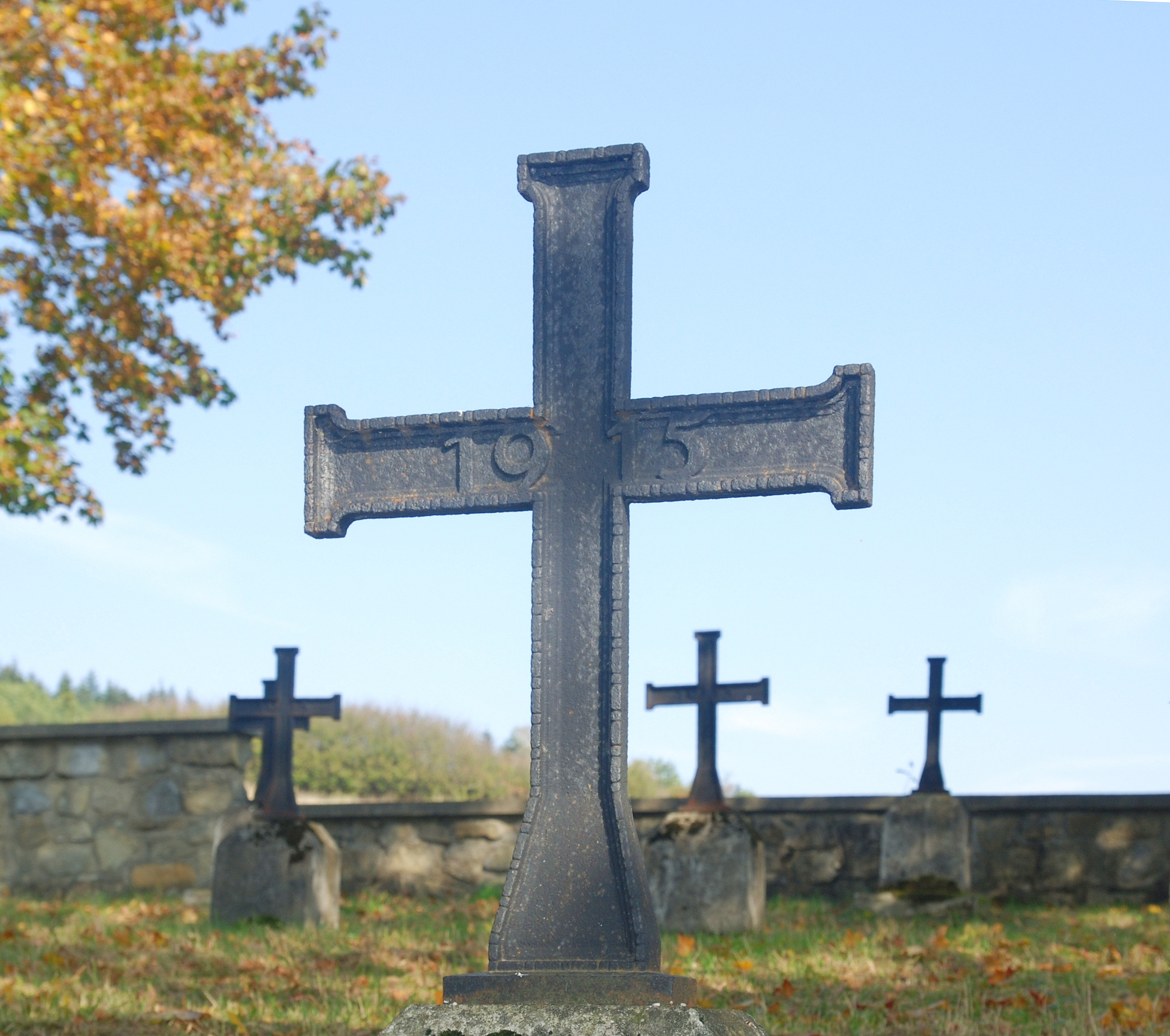
Krzyż Mayra dla żołnierzy niemieckich
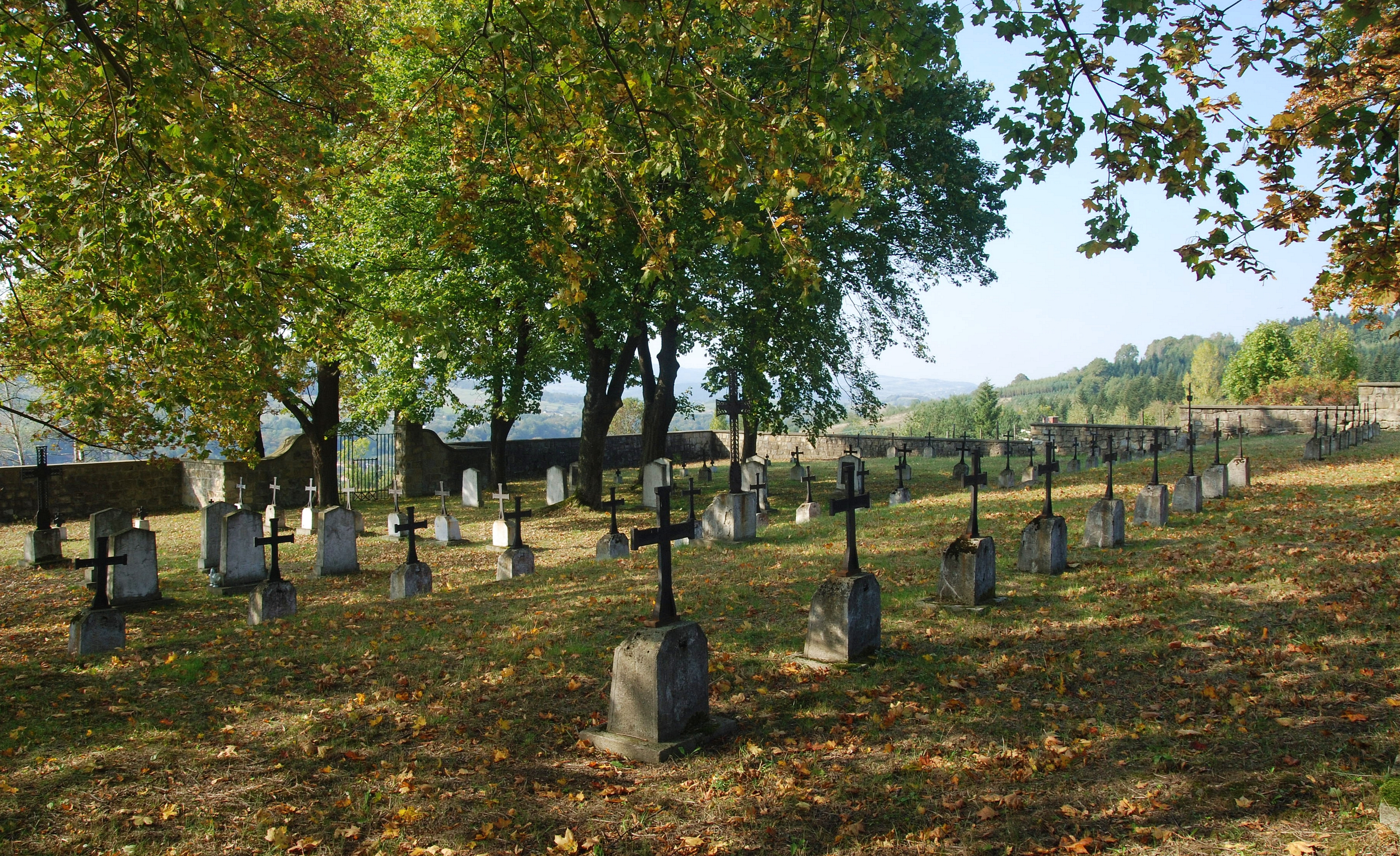
Widok od północy
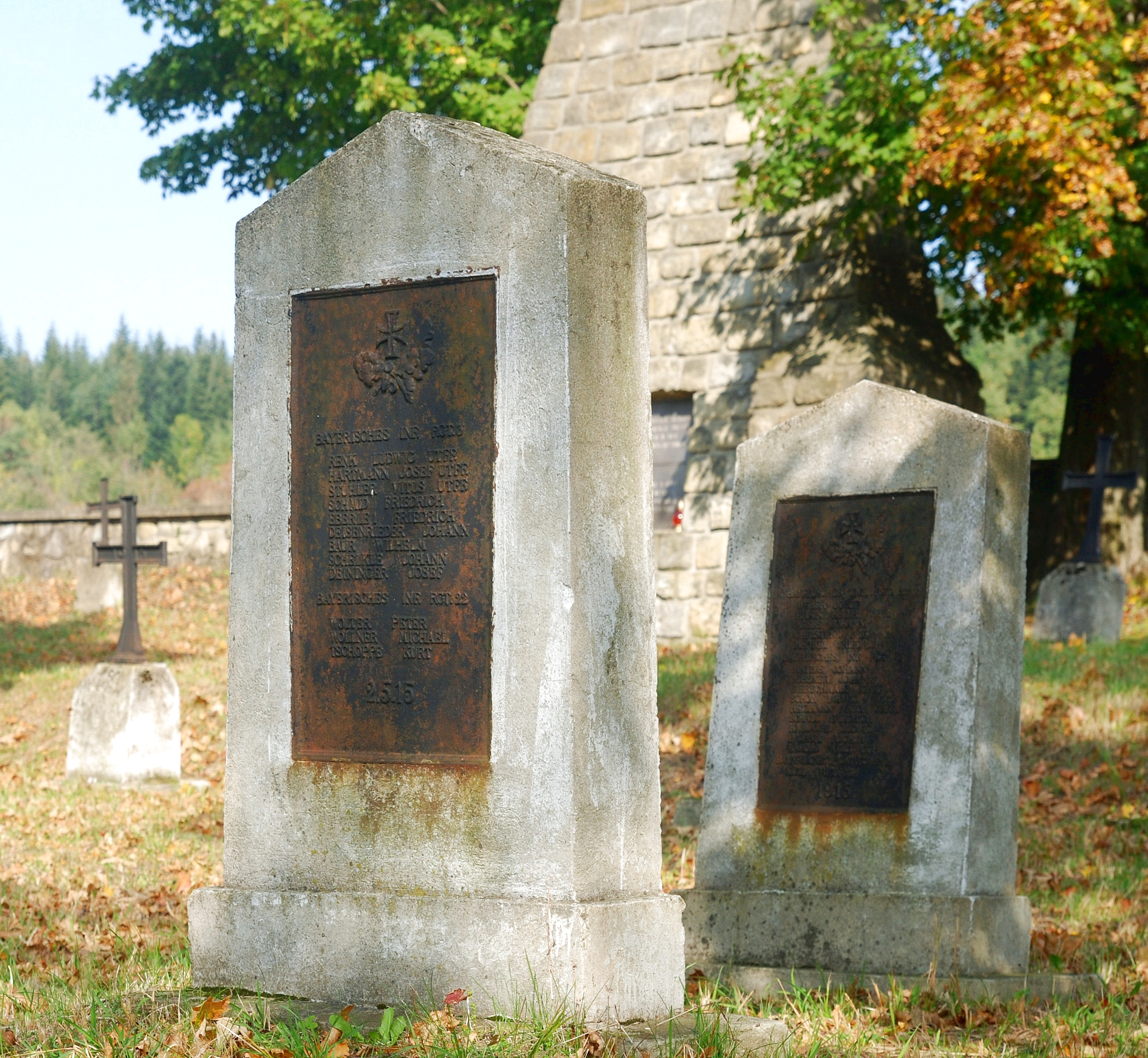
Stela nagrobna
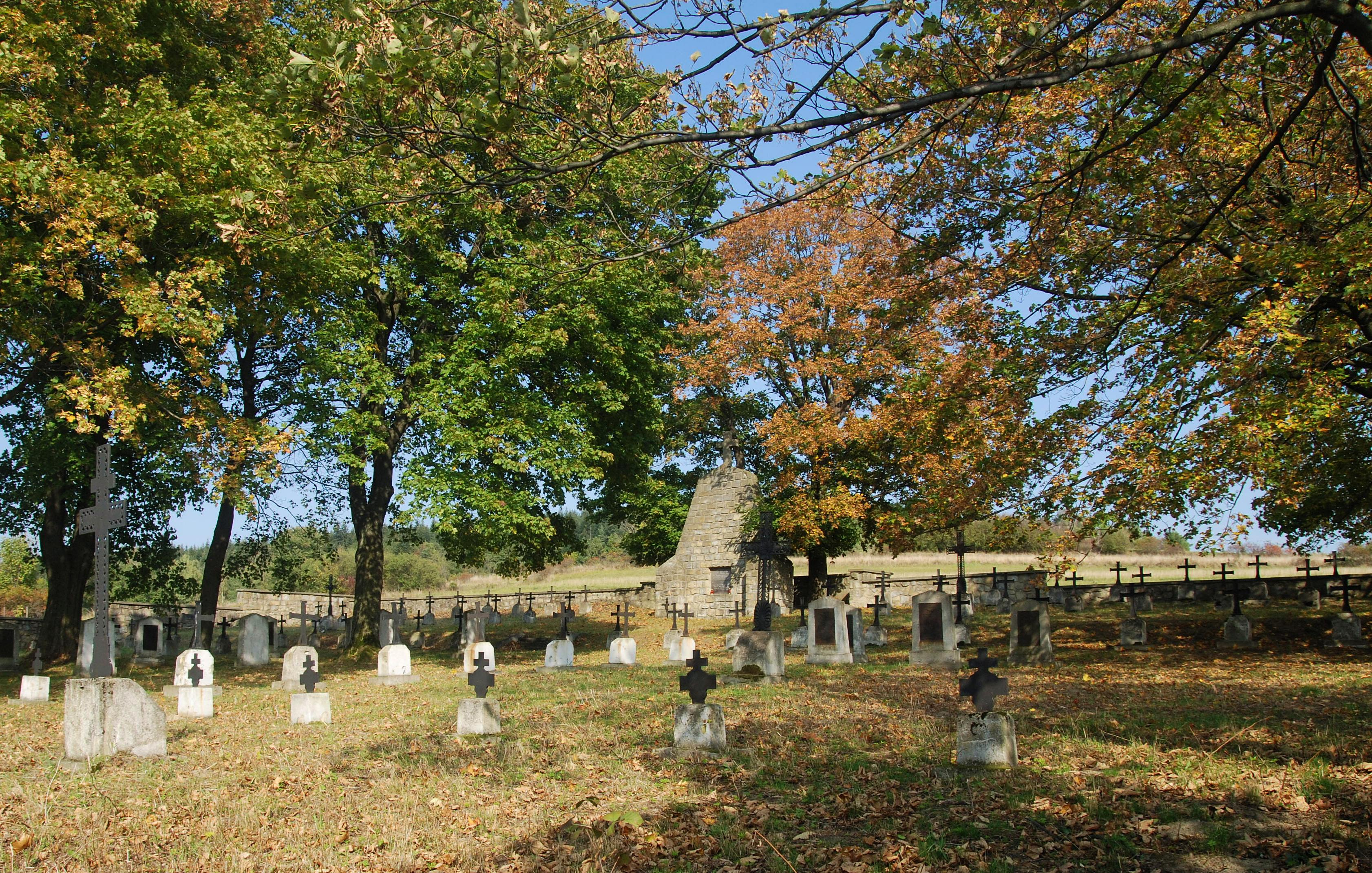
Widok od południa
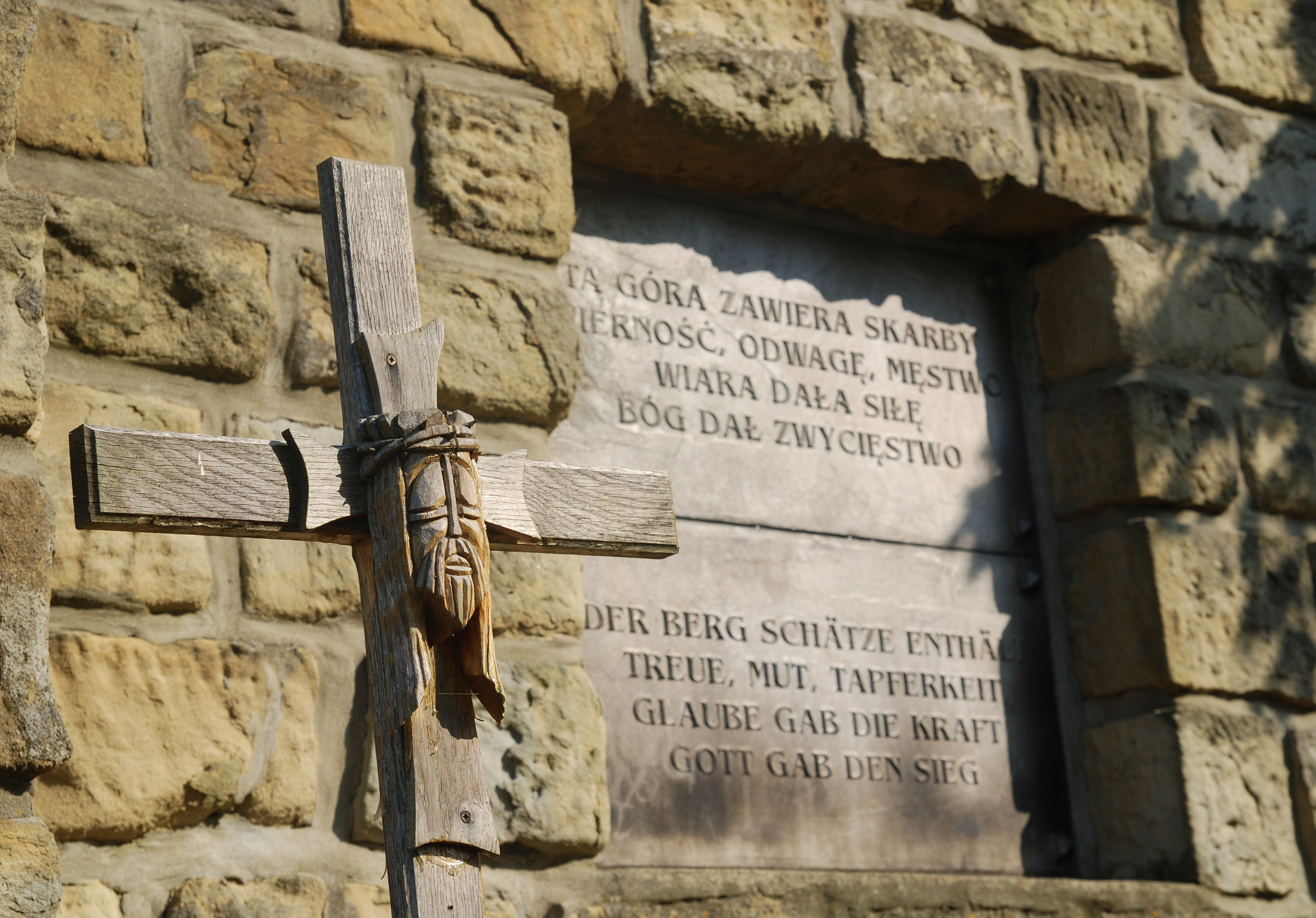
Tablica inskrypcyjna
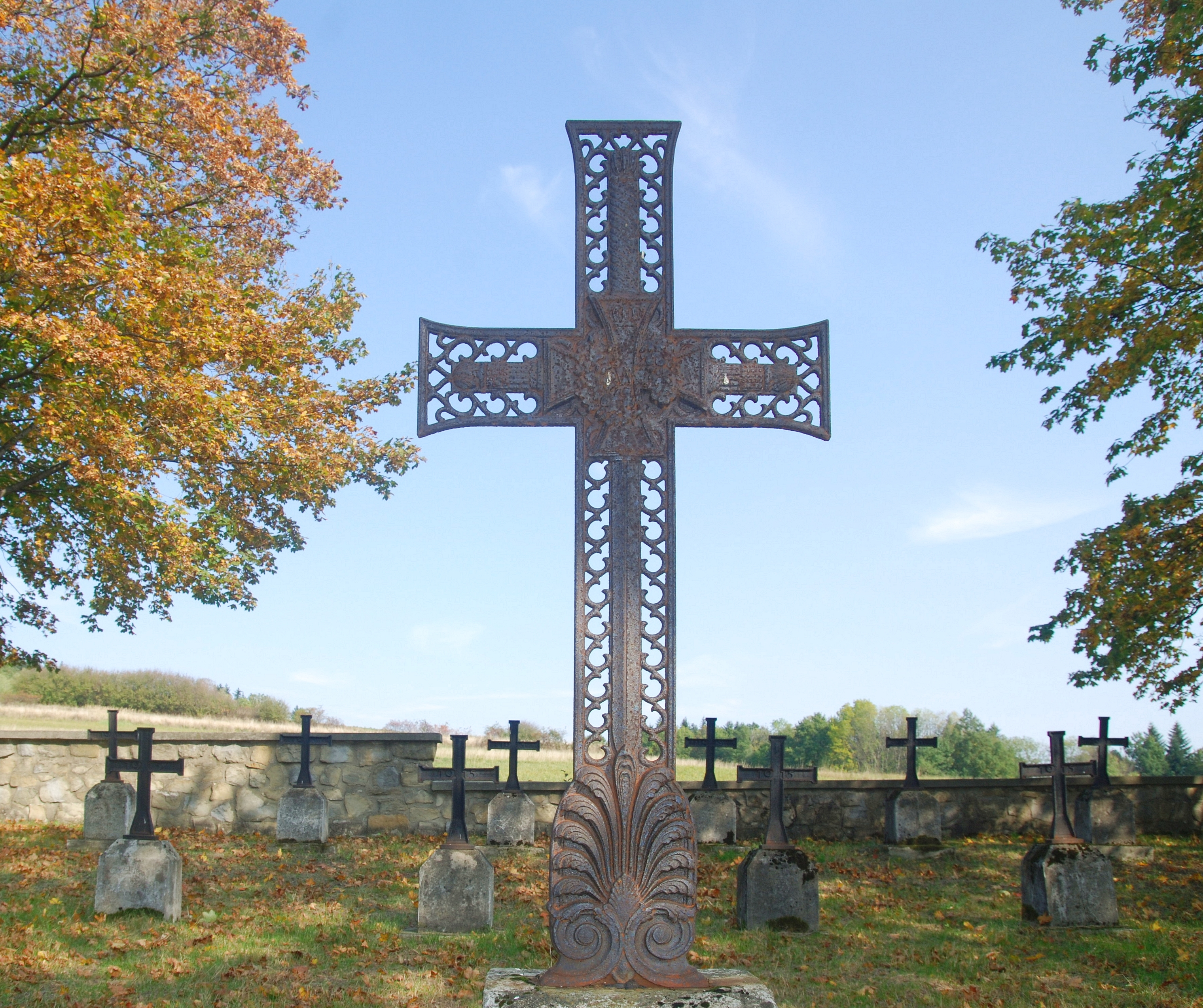
Duży krzyż niemiecki